# Janusz Głuchowski
Janusz Julian Głuchowski, ps. „Janusz” (ur. 6 sierpnia 1888 w Bukowej, zm. 11 czerwca 1964 w Londynie) – generał dywizji Wojska Polskiego, kawaler Orderu Virtuti Militari.

## Życiorys
Urodził się 6 sierpnia 1888 w Bukowej, w rodzinie Mariana i Marii z Ziółkowskich. Uczęszczał do gimnazjum w Częstochowie. Był członkiem tajnej organizacji „Promieniści” i wziął udział w strajku szkolnym. W 1905 roku wstąpił do Organizacji Bojowej PPS. Został ranny w czasie akcji na urząd gminy w okolicach Częstochowy. W domu na ręcznej drukarni kopiował „Robotnika”. Zagrożony aresztowaniem wyjechał do Belgii i rozpoczął studia na Politechnice w Leodium. W 1909 roku założył oddział Związku Walki Czynnej i z czasem został zastępcą dowódcy Związku Strzeleckiego na Belgię. W 1912 roku ukończył oficerską szkołę Związku Strzeleckiego w Stróży pod Krakowem, uzyskując stopień oficera Związku i znak oficerski „Parasol”.
W 1914 roku był komendantem plutonu w szkole letniej w Oleandrach i zastępcą Władysława Prażmowskiego ps. „Belina” w patrolu, który w nocy z 2 na 3 sierpnia, jako pierwszy przekroczył granicę zaboru austriackiego z zaborem rosyjskim w Kocmyrzowie i 4 sierpnia wieczorem powrócił do Krakowa, a 6 sierpnia wyruszył wraz z 1 Kompanią Kadrową do Miechowa.
W październiku 1914 roku mianowany porucznikiem, a w listopadzie 1916 roku rotmistrzem. Następnie do 1917 roku służył w 1 pułku ułanów Legionów Polskich; dowodził kolejno szwadronem, dywizjonem, a wreszcie był ostatnim dowódcą pułku. Od 5 lutego do 31 marca 1917 roku był komendantem kawaleryjskiego kursu oficerskiego przy 1 pułku ułanów w Ostrołęce. Jednocześnie wykładał na tym kursie taktykę. Po kryzysie przysięgowym w 1917 roku był internowany w Beniaminowie, a następnie w Oficerskim Obozie Jeńców w Werl. 2 kwietnia 1918 podpisał deklarację o wstąpieniu do Wojska Polskiego, która została wysłana do Rady Regencyjnej w Warszawie za pośrednictwem niemieckiej komendy obozu w Werl.
Po uwolnieniu w październiku 1918 roku, w pierwszych dniach listopada, utworzył w Lublinie i Kraśniku, 3 pułk ułanów, następnie przemianowany na 7 pułk ułanów lubelskich, którym jako major, dowodził w zwycięskich bitwach pod Słonimem, Lipniszkami, Berdówką, Chochłem, Gródkiem, Wilją, Wiazyniem, Kamieniem, nad Dźwiną oraz pod Dereguszczem. 29 maja 1920 roku został zatwierdzony w stopniu pułkownika ze starszeństwem z dniem 1 kwietnia 1920 roku w korpusie oficerów kawalerii. Stanowisko dowódcy pułku piastował do lipca 1920, a następnie objął dowództwo I Brygady Jazdy z którą odniósł sukcesy w Małopolsce Wschodniej i na Wołyniu, wśród nich w bitwie pod Zasławiem.
Po zakończeniu wojny dowodził I Brygadą Kawalerii. W międzyczasie, od 1 grudnia 1924 do 20 sierpnia 1925 roku, był słuchaczem II Kursu Centrum Wyższych Studiów Wojskowych w Warszawie. W październiku 1925 roku powierzono mu dowództwo 4 Dywizji Kawalerii. Później został zatwierdzony na tym stanowisku i 16 marca 1927 roku awansowany do stopnia generała brygady ze starszeństwem z dniem 1 stycznia 1927 roku i 5. lokatą w korpusie generałów. 4 czerwca 1930 roku został mianowany komendantem Centrum Wyższych Studiów Wojskowych. 16 marca 1933, po śmierci generała brygady Stanisława Tessaro, został wyznaczony na stanowisko dowódcy Okręgu Korpusu Nr X w Przemyślu. 5 października 1935 roku Prezydent RP mianował go I wiceministrem spraw wojskowych. Był członkiem władz Towarzystwa Rozwoju Ziem Wschodnich.
We wrześniu 1939 roku wydał, m.in. rozkaz utworzenia Dowództwa Obrony Warszawy z gen. Walerianem Czumą jako dowódcą oraz rozkaz ewakuacji nad granicę rumuńską wszystkich lotników niebędących w pierwszej linii. Internowany w Rumunii w obozie w Băile Herculane.
Po wydostaniu się z obozu internowanych w Rumunii przedostał się na Środkowy Wschód, skąd w styczniu 1941 roku został powołany do Londynu, gdzie 21 marca 1941 został generałem do zleceń Naczelnego Wodza. W październiku 1941 roku objął dowództwo Brygady Szkolnej w Szkocji. 23 września 1943 roku został mianowany dowódcą Jednostek Wojska w Wielkiej Brytanii. Na tym stanowisku awansował 1 czerwca 1945 roku do stopnia generała dywizji.
Ostre stanowisko gen. Głuchowskiego względem Rosji oraz w sprawie równych uprawnień dla znajdujących się na terenie Niemiec byłych jeńców wojennych z kampanii wrześniowej i AK, spowodowało, że we wrześniu 1945 został przeniesiony do Londynu w dyspozycję MON.
Na wychodźstwie był jednym z twórców, a z czasem aż do śmierci, prezesem Instytutu Józefa Piłsudskiego w Londynie. Był też do ostatnich chwil życia prezesem Koła Generałów, prezesem Koła 1 pułku ułanów Legionów Polskich Beliny, Koła 7 pułku ułanów lubelskich, prezesem honorowym Koła 14 pułku ułanów jazłowieckich oraz od 1951 Inspektorem Wyszkolenia Brygadowego Koła Młodych „Pogoń”.
Zmarł 11 czerwca 1964 w Londynie. Został pochowany na Cmentarzu Brompton w Londynie.

## Ordery i odznaczenia
- Krzyż Srebrny Orderu Wojskowego Virtuti Militari (1921)[13][14]
- Krzyż Niepodległości z Mieczami (2 sierpnia 1931)[15]
- Krzyż Komandorski Orderu Odrodzenia Polski (10 listopada 1928)[16][17][13]
- Krzyż Walecznych (trzykrotnie)[13]
- Złoty Krzyż Zasługi (dwukrotnie: 16 marca 1928[18], 10 czerwca 1939[19])
- Medal Pamiątkowy za Wojnę 1918–1921
- Medal Dziesięciolecia Odzyskanej Niepodległości
- Znak oficerski „Parasol”
- Odznaka Pamiątkowa „Pierwszej Kadrowej”[20]
- Wielki Oficer Orderu Gwiazdy Rumunii (Rumunia)[13]
- Wielki Oficer Orderu Korony Rumunii (Rumunia)[13]
- Order Krzyża Orła II klasy (Estonia, 1935)[21][22]
- Order Pogromcy Niedźwiedzia III klasy (Łotwa)[13]
- Krzyż Komandorski Orderu Łaźni (Wielka Brytania)
- Krzyż Komandorski Orderu Legii Honorowej (Francja)[13]
- Krzyż Kawalerski Orderu Legii Honorowej (Francja)
- Medal 10 Rocznicy Wojny Niepodległościowej (Łotwa)[23]